# Rajgarh (Himachal Pradesh)
Rajgarh è una suddivisione dell'India, classificata come nagar panchayat, di 2.527 abitanti, situata nel distretto di Sirmaur, nello stato federato dell'Himachal Pradesh. In base al numero di abitanti la città rientra nella classe VI (meno di 5.000 persone).

## Geografia fisica
La città è situata a 30° 51' 0 N e 77° 17' 60 E e ha un'altitudine di 1.554 m s.l.m..

## Società

### Evoluzione demografica
Al censimento del 2001 la popolazione di Rajgarh assommava a 2.527 persone, delle quali 1.411 maschi e 1.116 femmine. I bambini di età inferiore o uguale ai sei anni assommavano a 274, dei quali 143 maschi e 131 femmine. Infine, coloro che erano in grado di saper almeno leggere e scrivere erano 1.987, dei quali 1.169 maschi e 818 femmine.